# Nationaal park Sahamalaza
Het Nationaal park Sahamalaza ook wel Îles Radama is een beschermd natuurgebied van 153,2 km² in de regio Sofia in Madagaskar en is door UNESCO erkend als biosfeerreservaat.

## Ligging
Het biosfeerreservaat ligt aan de noordwestelijke kust van Madagaskar op het schiereiland Sahamalaza, 100 kilometer ten zuiden van Nosy Be en ten noorden van de Radamaeilanden. Het reservaat omvat drie specifieke woongebieden: droge semi-loofbossen, mangrovebossen en koraalriffen. Het bos is een van de weinig overgebleven droge bossen aan de westkust. Het gebied werd in 2001 erkend als biosfeerreservaat en werd in 2007 een nationaal park. Het schiereiland heeft steile hellingen, tot 400 meter hoogte (Ankitsikyheuvel). De droge loofbossen kunnen verdeeld worden in twee grote blokken, Analavory  in het zuiden en Ambinda in het noordelijke deel van het schiereiland. Ongeveer 40% van de diersoorten in het reservaat zijn endemisch voor Madagaskar.

## Fauna
Het reservaat bevat diverse ecosystemen: 
- Het marien ecosysteem omvat koraalriffen, bedden zeegras, steile riffen, modderige zeebodems en slikken.
- Het gebied heeft 10.000 hectare mangroven waar al de acht soorten endemische mangroven voorkomen.
- Het derde ecosysteem bestaat uit 11.100 hectare laag en droog bos langs de kust en de 30 kilometer lange baai.

## Flora
Het marien gebied bevat 216 soorten koralen en ongewervelden, 168 vissoorten en 3 soorten zeezoogdieren (dolfijnen, walvissen).

De mangroves worden bewoond door krabben, vissen en schaaldieren, die van groot belang zijn voor de inheemse bevolking. De mangrove is ecologische belangrijk voor 5 bedreigde vogelsoorten waaronder de Madagaskarzeearend.
 
Het droog bosgebied aan de kust is de woonplaats van verscheidene bedreigde endemische lemuren zoals de Lepilemur sahamalazensis en de blauwoogmaki.

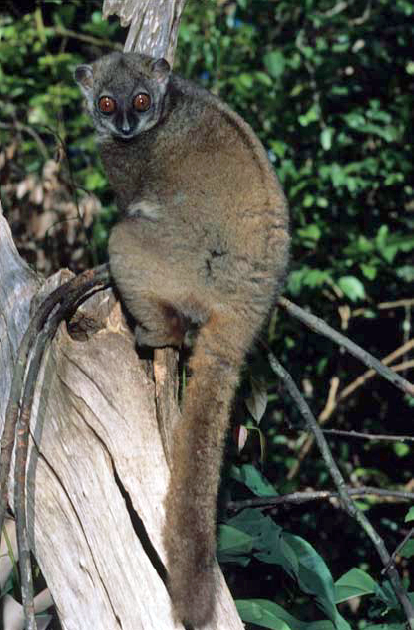
Lepilemur sahamalazensis
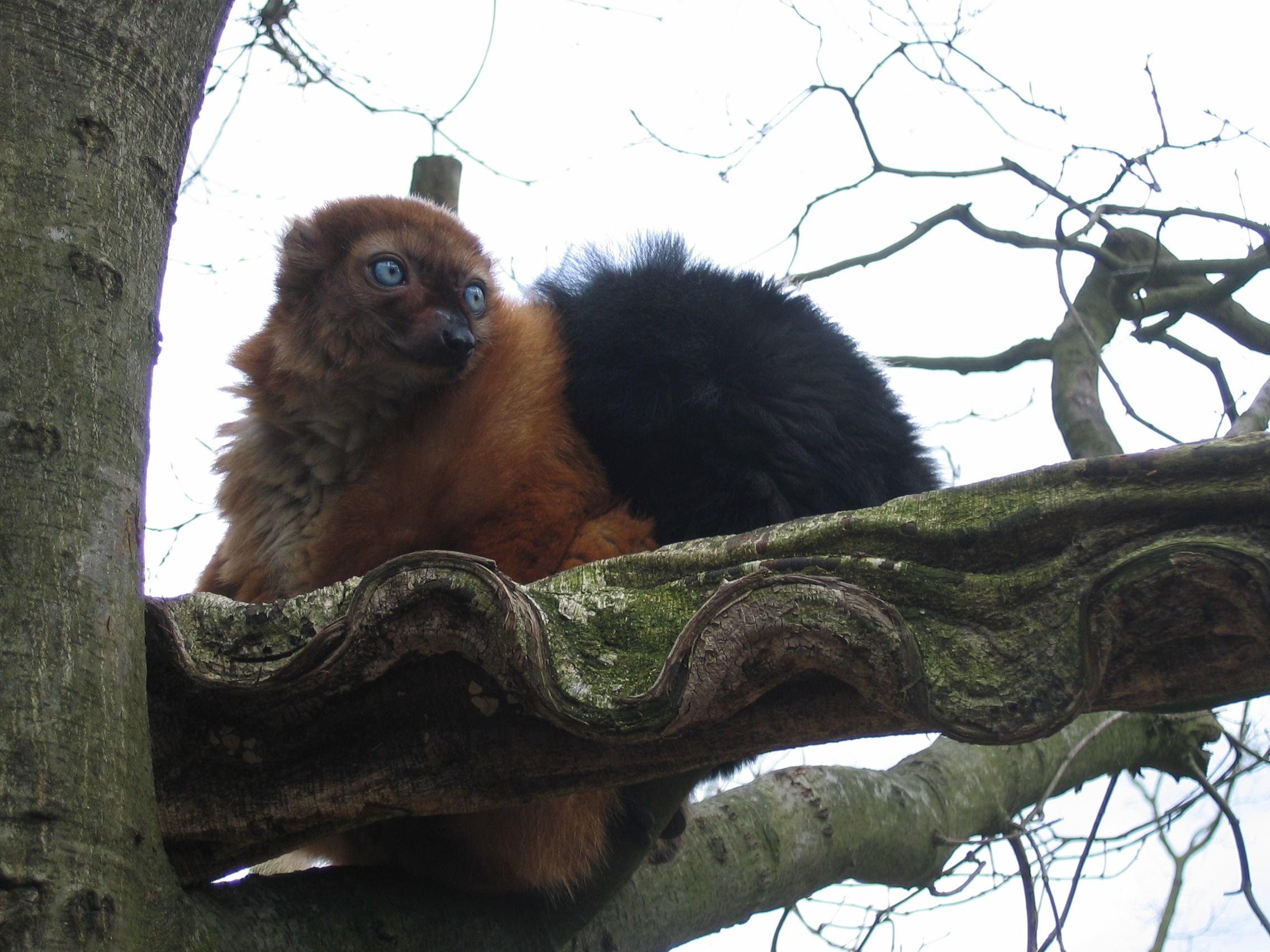
Blauwoogmaki
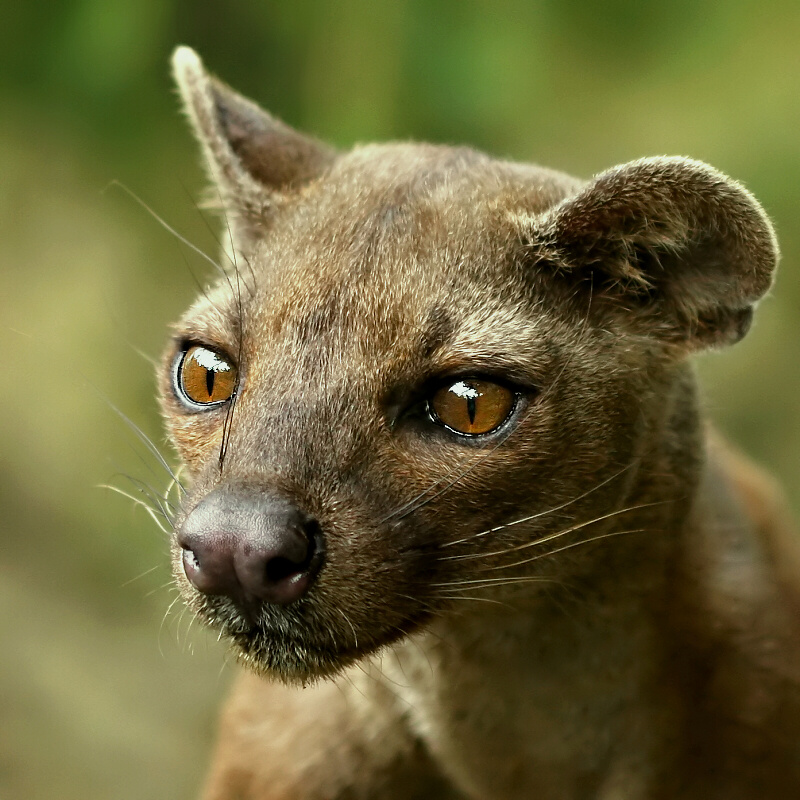
Fretkat
Kuifcoua
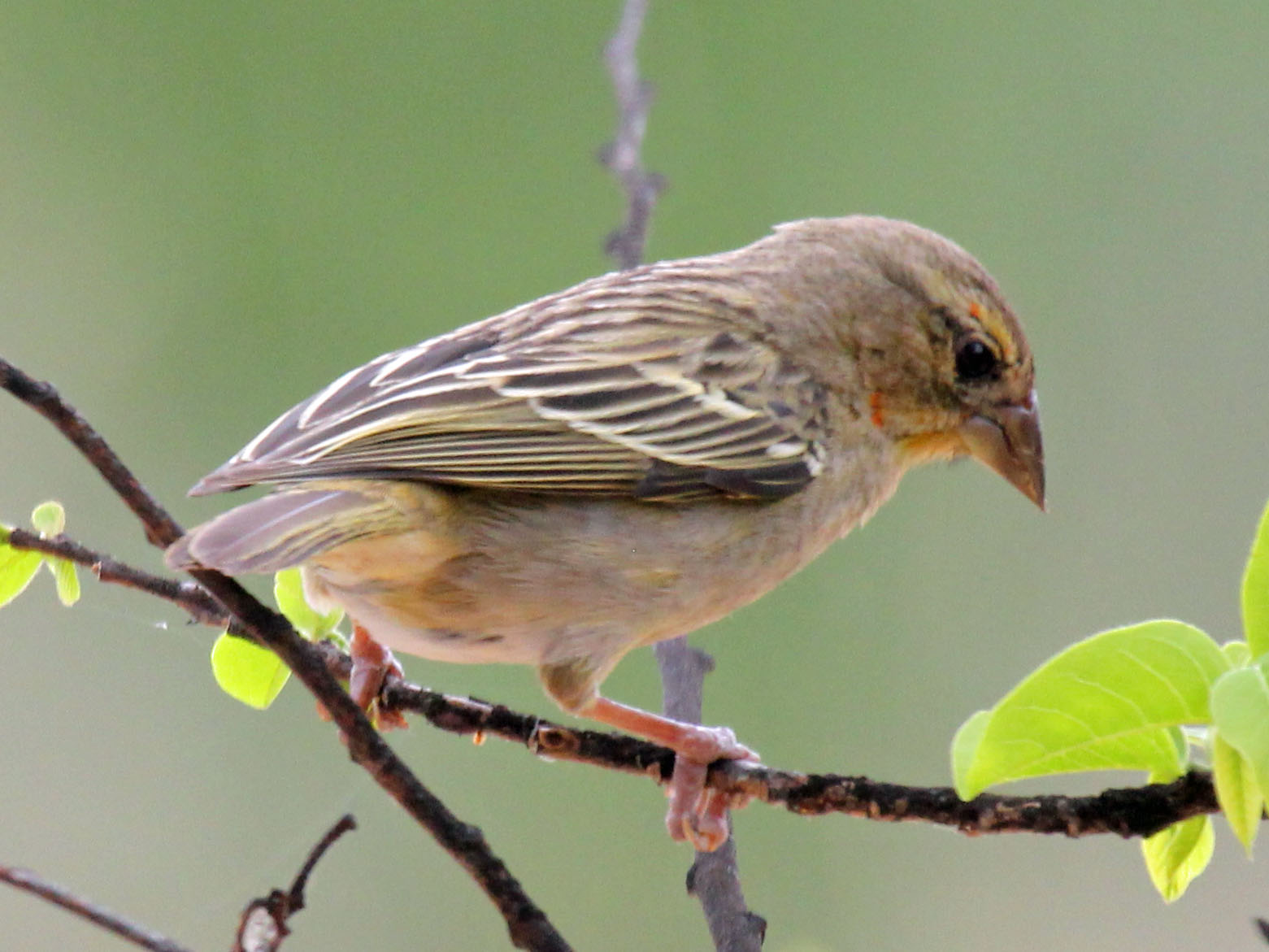
Sakalavawever
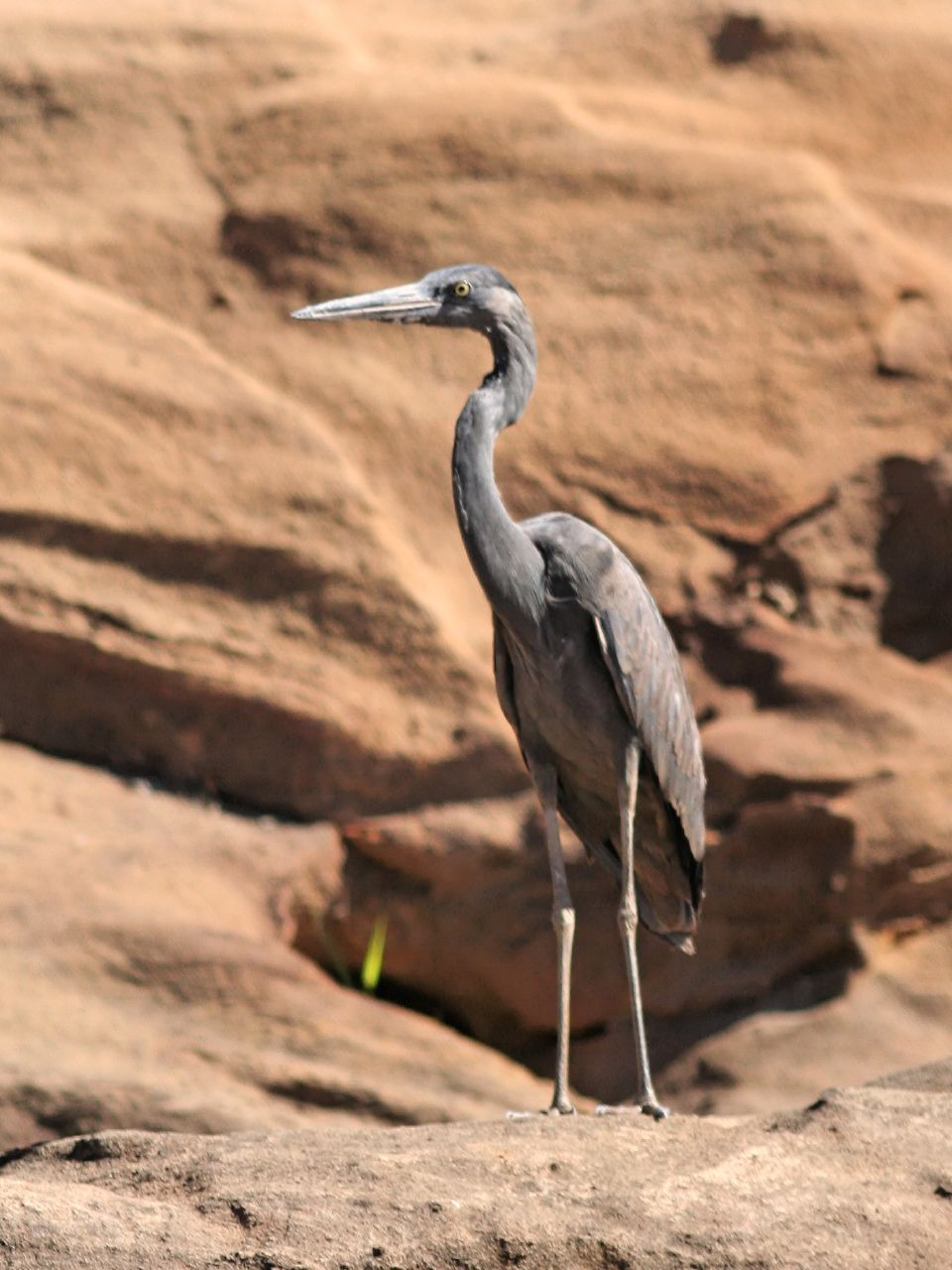
Madagaskarreiger
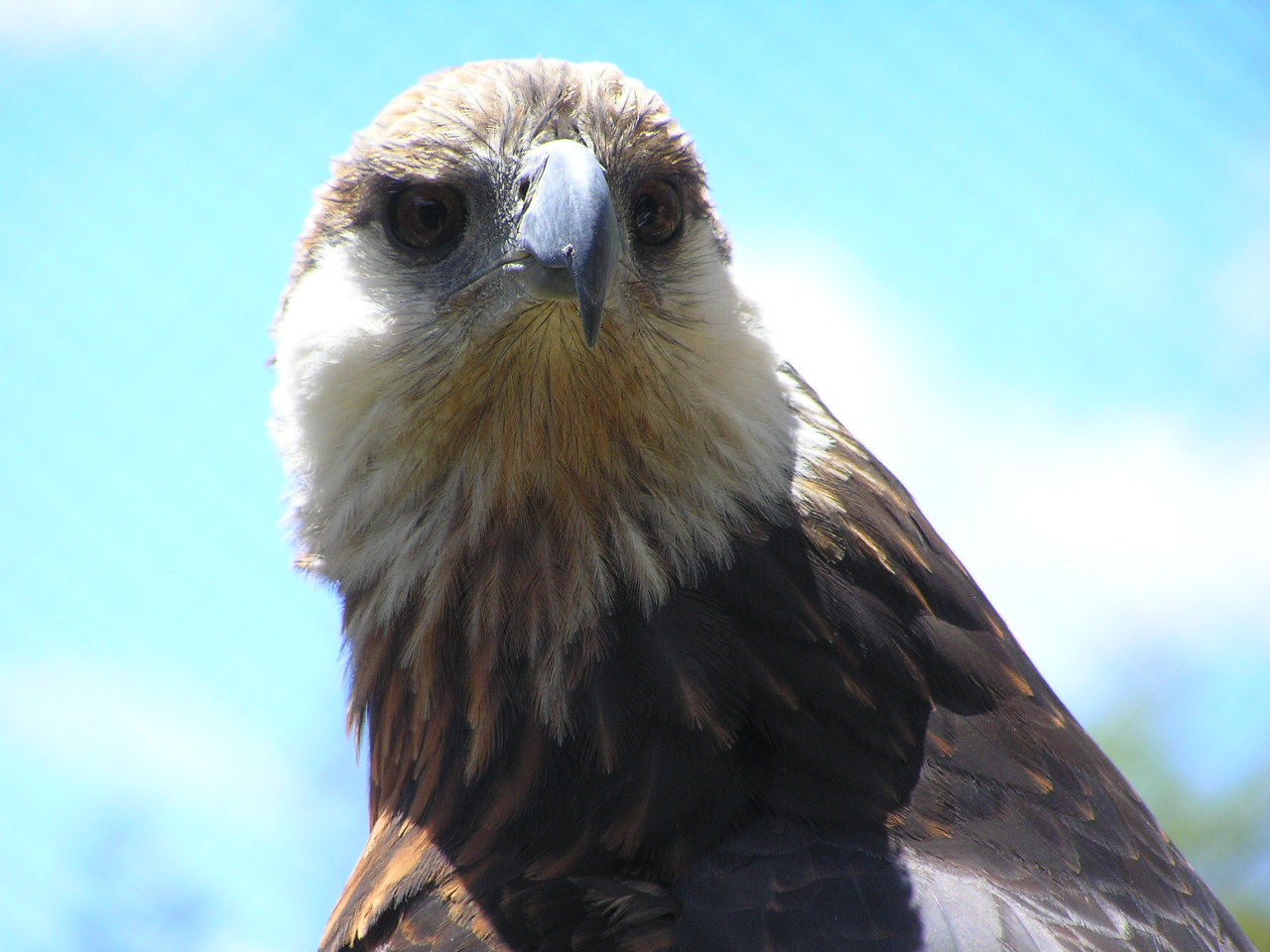
Madagaskarzeearend

Anja Community Reserve ·
Berenty-reservaat ·
Renialareservaat ·
Kirindy Forest ·
Zoölogisch park van Ivoloina